# Петракеј (Горж)
Петракеј (рум. Petrăchei) насеље је у Румунији у округу Горж у општини Данчулешти. Oпштина се налази на надморској висини од 239 m.

## Становништво
Према подацима из 2002. године у насељу је живело 144 становника, од којих су сви румунске националности.